# 錢庶
錢庶（1517年—？），字國徵，直隸蘇州府常熟縣人，民籍，明朝政治人物。

## 生平
嘉靖二十五年（1546年）丙午科應天府鄉試第一百三十五名舉人。嘉靖二十九年（1550年）中式庚戌科會試第二百三名，三甲第九名進士。

## 家族
曾祖錢建；祖父錢謹；父錢祀。嫡母徐氏；生母侯氏。慈侍下。從弟錢之選（同科進士）。